# Power of the Dragonflame
Power of the Dragonflame es el quinto álbum de estudio de la banda italiana de power metal sinfónico Rhapsody Of Fire (conocida por aquel entonces como Rhapsody). Fue lanzado el 18 de marzo del 2002 por medio de Limb Music.
Es el quinto y último capítulo de la Emerald Sword Saga. En este álbum la banda quería que la conclusión de la saga fuera memorable, por lo que harían cambios importantes en la fórmula de sus álbumes de aquí en adelante. La quinta pista "When Demons Awake", además de combinar con el estilo más agresivo del álbum, es la primera ocasión en que el grupo tiene un acercamiento a un estilo más black metal junto a los tintes sinfónicos que le caracterizan, haciendo uso de la voz gutural representativa del género. Por otro lado, la séptima pista "Lamento Heroico" es la primera canción de la banda cantada completamente en italiano, el tono más calmado de la misma sería una característica común en casi todas las otras canciones en italiano que la banda haría en el futuro.
Finalmente, la décima y última canción "Gargoyles, Angels of Darkness" que concluye tanto el álbum como la saga, es la segunda canción más larga de la banda solo por detrás de "Heroes of the Waterfalls' Kingdom" del álbum From Chaos to Eternity de 2011, la cual también dio fin a la saga que sucedería a esta. Curiosamente, dentro de la canción existe una parte donde se menciona el nombre de todos los álbumes de la banda hasta ese momento y, al igual que en el álbum pasado, esta termina con la misma canción que introduce al álbum "In Tenebris", teniendo un mismo inicio y un mismo cierre.
Para este punto ya se ha vuelto una clara tradición tomar de inspiración a compositores de antaño para algunas de las canciones del grupo, en este caso la canción "The March of the Swordmaster" está basada en el turdión francés "Quand je bois du vin clairet" de un autor anónimo, quien a su vez se basó en la baja danza "La Magdalena" de Pierre Attaingnant.

## Lista de canciones
Todas las letras fueron escritas por Luca Turilli; toda la música fue compuesta por Turilli y Alex Staropoli.

| N.º | Título | Duración |  |
| 1.  | «In Tenebris» (En la Oscuridad) | 1:28     |  |
| 2.  | «Knightrider of Doom» (Caballero de la Perdición) | 3:56     |  |
| 3.  | «Power of the Dragonflame» (Poder de la llama del Dragón) | 4:27     |  |
| 4.  | «The March of the Swordmaster» (Marcha del Maestro de la Espada) | 5:03     |  |
| 5.  | «When Demons Awake» (Cuando los Demonios Despiertan) | 6:46     |  |
| 6.  | «Agony Is My Name» (Agonía Es Mi Nombre) | 4:57     |  |
| 7.  | «Lamento Eroico» (Lamento Heroico) | 4:38     |  |
| 8.  | «Steelgods of the Last Apocalypse» (Dioses del Acero del Último Apocalipsis) | 5:48     |  |
| 9.  | «The Pride of the Tyrant» (El Orgullo del Tirano) | 4:53     |  |
| 10. | «Rise from the Sea of Flames (Bonus track del Digipack)» (Asciende desde el Mar de Llamas) | 3:57     |  |
| 11. | «Gargoyles, Angels of Darkness (Gárgolas, Ángeles de Oscuridad) - I. Angeli di Pietra Mística (Ángel de Piedra Mística) - II. Warlords' Last Challenge (Instrumental) (El Último Desafío de los Señores de la Guerra) - III. ...And the Legend Ends... (...Y la Leyenda Termina...)» | 19:02    |  |

## Formación
Rhapsody
- Fabio Lione - Voz.
- Luca Turilli - Guitarra eléctrica.
- Alex Staropoli - Teclado, Piano.
- Alex Holzwarth - Batería, Percusión.

Personal adicional
- Sir Jay Lansford – narración.
- Manuel Staropoli – flauta, interpete barroco.
- Thunderforce – Batería y percusión adicional.
- Dana Lurie – violín.
- Sascha Paeth – Bajo eléctrico.
- Johannes Monno – Guitarra clásica (pista 10).

Coros
- Herbie Langhans, Cinzia Rizzo, Robert Hunecke-Rizzo, Miro, Oliver Hartmann, Previn Moore y Bridget Fogle.

Producción
- Michael Rodenberg – producción, ingeniería, mezcla, masterización.
- Sascha Paeth – producción y ingeniería.
- Olaf Reitmeier – ingeniería.
- R. Limb Schnoor – productor ejecutivo.
- Karsten Koch – fotografía.
- Marc Klinnert – carátula.[1]

## Trivia
- Si se escucha In Tenebris y Knightrider of Doom seguidas, hacen una misma canción.

- Los acordes iniciales de Knightrider of doom y Emerald sword del álbum Symphony of Enchanted Lands, son casi idénticos, sólo cambia el instrumento en el que se reproducen.

- Durante la canción Agony is my name se escuchan claramente dos líneas de un réquiem, específicamente del Dies Irae.
- Si escuchas atentamente la letra de la canción "Gargoyles, Angels of Darkness",  hay una parte donde se mencionan uno a uno los nombres de los álbumes anteriores de "Rhapsody" formando parte de la canción.

- El coro de la canción Defenders of Gaia del álbum Triumph or Agony utiliza la misma melodía del solo de guitarra de Knightrider of Doom, como si fuera una versión con letra de dicho solo.